# Danielle Fong
Danielle Fong (Halifax, 30 de octubre de 1987) es una científica y empresaria canadiense. Fue cofundadora y científica en jefe de LightSail Energy, que desapareció a partir de 2018.

## Educación
Fong nació en Halifax, Nueva Escocia, y se crio en Dartmouth. A los 12 años, abandonó la escuela secundaria y se inscribió en la Universidad de Dalhousie, donde obtuvo su Licenciatura en Ciencias en Física e Informática en 2005 a los 17 años. Se unió al programa de física del plasma en la Universidad de Princeton como candidata al doctorado, pero luego se retiró a los 20 años.

## Energía LightSail
En 2009 en Berkeley, California, cofundó LightSail Energy con el empresario Stephen Crane y Edwin P. Berlin Jr. LightSail Energy desarrolló una forma de almacenamiento de energía de aire comprimido, que se denominó almacenamiento de energía de aire regenerativo (RAES). La compañía fue respaldada inicialmente por Khosla Ventures. 
En 2013, declaró que quería resolver un problema energético y ayudar a democratizar el almacenamiento de energía, con el fin de cambiar la forma en que la persona promedio vive en su hogar.
Innovacorp de Nueva Escocia, una empresa de propiedad del gobierno que invirtió en LightSail Energy debido a la relación de Fong con la provincia de Nueva Escocia, terminó como una gran pérdida financiera ya que LightSail nunca proporcionó un producto o servicio.

## Reconocimientos
En 2011, Fong apareció en la revista Forbes 30 menores de 30 empresarios en la categoría de Energía. y entrevistada por Forbes.com en un video titulado "Danielle Fong May Save the World".  Fue nombrada por MIT Technology Review como una de las 35 principales innovadoras menores de 35 años en 2012.
Es colaboradora invitada habitual del blog Women 2.0 y fue oradora destacada en la Conferencia y Competencia Women 2.0 PITCH en 2012.